# Liste der Sassanidenherrscher
Das spätantike neupersische Sassanidenreich (224/26–651) war über vier Jahrhunderte ein Rivale des Römischen bzw. Oströmischen Reichs im Vorderen Orient (siehe auch Römisch-Persische Kriege), bevor es im Zuge der arabischen Expansion im 7. Jahrhundert unterging. Kulturell erlebte Persien in sassanidischer Zeit eine Blüte, die noch später im Abbasidenkalifat nachwirkte.
Die folgende Liste der Sassanidenherrscher bietet einen allgemeinen Überblick, zugrunde gelegt wurden die Ergebnisse der neueren Forschung. Dennoch ist zu beachten, dass aufgrund der teils problematischen Quellensituation die Herrscherchronologie teilweise nicht genau zu bestimmen ist. Besonders zum Ende des Reiches hin sind nur ungefähre Angaben möglich (wie beispielsweise im Fall Hormizds V. und Chosraus IV., der manchmal auch als Chosrau V. bezeichnet wird). Außer Bahram Tschobin und Schahrbaraz stammten alle Herrscher aus dem Hause Sasan und außer im Fall Borans und ihrer Schwester Azarmeducht handelte es sich immer um Männer.

## Herrscherliste
| König                                     | Datierung            | Kommentar | Porträt |
| ----------------------------------------- | -------------------- | --- | ------- |
| Ardaschir I.                              | 224–240/42           | Sohn des Kleinkönigs Papak, Stürzte die Partherherrschaft und gründete das Sassanidenreich. |         |
| Schapur I. (auch Sapor, Sabuhr etc.)      | 240 bzw. 242–270/272 | Vor 240 als Mitherrscher, ab 240/42 alleiniger König. Er konsolidierte das Reich und lieferte sich heftige, meist erfolgreiche militärische Auseinandersetzungen mit dem Römischen Reich (Höhepunkt: Gefangennahme Kaiser Valerians 260). |         |
| Hormizd I. (Hormisdas)                    | 270/272–273          | König von Armenien, bevor er sassanidischer Großkönig wurde. |         |
| Bahram I. (auch Vahram)                   | 273–276              | Förderte den Zoroastrismus und verfolgte die Manichäer. |         |
| Bahram II.                                | 276–293              | Führte Krieg gegen Rom, Blütezeit der Künste. Usurpationsversuch seines Verwandten (Bruder?) Hormizd. |         |
| Bahram III.                               | 293                  | Wurde von seinem Onkel Narseh gestürzt. |         |
| Narseh                                    | 293–302              | Erlitt eine schwere Niederlage gegen die Römer und trat im Vertrag von Nisibis (298/99) mehrere Territorien ab. |         |
| Hormizd II.                               | 302–309              | Heiratete eine Kuschanprinzessin. |         |
| Schapur II.                               | 309–379              | Regierte sehr erfolgreich und führte mehrmals Krieg gegen Rom. Wehrte 363 die Invasion Julians ab. |         |
| Ardaschir II.                             | 379–383              | Machte Armenien zu einem persischen Protektorat. |         |
| Schapur III.                              | 383–388              | Schloss mit Kaiser Theodosius I. einen Vertrag in Bezug auf Armenien. Beginn einer längeren Ausgleichsphase mit Rom. |         |
| Bahram IV.                                | 388–399              | Wehrte einen Einbruch der Hunnen (395) ab. |         |
| Yazdegerd I. (auch Yazdgird)              | 399–420/21           | Übte große Toleranz gegenüber den Christen in seinem Reich, was die strenggläubigen Zoroastrier verärgerte und ihm den Beinamen „der Sünder“ einbrachte. |         |
| Bahram V. Gor                             | 420/21–438/39        | Setzte sich gegen seinen Bruder Chosrau im Machtkampf nach dem Tod Yazdegerds I. durch. Für seine Jagdleidenschaft berühmter König, der in der persischen Literatur zur Heldengestalt stilisiert wurde. Führte einen kurzen Krieg gegen Rom und erfolgreiche Feldzüge an der Nordostgrenze gegen die iranischen Hunnen.                        |         |
| Yazdegerd II.                             | 439–457              | Führte Krieg gegen Rom, der aber schon bald durch einen Friedensvertrag beendet wurde. |         |
| Hormizd III.                              | 457–459              | Ältester Sohn Yazdegerds und dessen Nachfolger. Wurde von seinem Bruder Peroz gestürzt. |         |
| Peroz I.                                  | 459–484              | Erlitt eine vernichtende Niederlage gegen die Hephthaliten. |         |
| Balasch                                   | 484–488              | Bruder des Peroz, wurde durch eine Adelsrevolte gestürzt und durch Peroz’ Sohn Kavadh ersetzt. |         |
| Kavadh I.                                 | 488–496 und 499–531  | Stabilisierte die Königsherrschaft und musste seit 502 gegen Rom Krieg führen. Wurde 496 durch eine Verschwörung entthront, konnte aber mit Hilfe der Hephthaliten wieder an die Macht kommen. |         |
| Zamasp                                    | 496–498              | Ersetzte Kavadh 496, wurde aber nur drei Jahre später von diesem wieder vertrieben. |         |
| Chosrau I. (auch Chosroes, Husrav, Xusro) | 531–579              | Sohn Kavadhs I. und wohl der bedeutendste aller Sassanidenkönige. Entwickelte sich zum großen Gegenspieler Justinians, führte im Inneren Reformen durch und förderte die Kultur. Gleichzeitig wurde das Reich durch seine vielen Kriege aber erschöpft.                                                                                        |         |
| Hormizd IV.                               | 579–590              | Sohn Chosraus, führte den Krieg gegen Rom weiter. Aufgrund seiner Unbeliebtheit wurde er gestürzt und ermordet. |         |
| Bahram Tschobin                           | 590–591              | Usurpator, der mit oströmischer Unterstützung geschlagen wurde. |         |
| Chosrau II.                               | 590–628              | Letzter bedeutender Großkönig. Gelangte mit oströmischer Hilfe auf den Thron. Nach dem Tod seines Gönners Maurikios begann er einen Krieg gegen Ostrom, den Kaiser Herakleios jedoch durch eine erfolgreiche Gegenoffensive schließlich für Ostrom entscheiden konnte. Wurde durch eine Adelsverschwörung entthront und anschließend ermordet. |         |
| Kavadh II.                                | 628                  | Kavadh Siroe. Stürzte seinen Vater Chosrau II., hielt sich aber wie alle nachfolgenden Herrscher bis Yazdegerd III. nur für einige Monate auf dem Thron. |         |
| Ardaschir III.                            | 628–630              | |         |
| Schahrbaraz                               | 630                  | Persischer General, der den Thron usurpierte, sich aber nicht lange halten konnte. |         |
| Boran                                     | 630–631              | Erste regierende Königin des Sassanidenreichs. |         |
| Azarmeducht                               | 631/632              | Regierende Königin, wurde von aufständischen Truppen gestürzt. |         |
| Chosrau III.                              | 630                  | Nur regional und kurze Zeit herrschend. |         |
| Peroz II.                                 | 631–632              | |         |
| Hormizd V.                                | 631–632              | |         |
| Chosrau IV.                               | 631–633              | |         |
| Yazdegerd III.                            | 632–651              | Letzter Großkönig. Unterlag den einfallenden Arabern und wurde 651 ermordet. Seine Söhne, Peroz und Bahram, und deren Söhne, Narseh und Chosrau, unternahmen Versuche, das Reich zurückzuerobern. |         |